# 大野英男
大野 英男（おおの ひでお、1954年12月18日 - ）は、日本の物理学者。磁性半導体の第一人者。学位は、工学博士（東京大学・1982年）。東北大学工学部教授。2018年4月から2024年3月まで第22代東北大学総長。現在は、東北大学総長特別補佐。
東京都出身。父は化学者で北海道大学名誉教授の大野公男、叔父は弁護士で元最高裁判事の大野正男、祖父は元大蔵次官の大野龍太。

## 略歴
- 1973年 - 北海道札幌南高等学校卒業
- 1977年 - 東京大学工学部卒業
- 1982年 - 東京大学大学院工学系研究科電子工学専攻・博士課程を修了。東京大学より工学博士の学位を取得。学位論文は「Growth of heterojunctions by molecular bean epitaxy and their applications to electron devices(分子線エピタキシーによるヘテロ接合の成長とその電子デバイスへの応用)」。北海道大学工学部講師に就任。
- 1983年 - 北海道大学工学部助教授となる。
- 1988年 - IBMのトーマス・J・ワトソン研究所で客員研究員として江崎玲於奈に師事する[3][4]。
- 1994年 - 東北大学工学部教授に就任。
- 1995年 - 東北大学電気通信研究所教授となる。
- 2004年 - 東北大学電気通信研究所附属ナノ･スピン実験施設長を併任。
- 2010年 - 東北大学省エネルギー・スピントロニクス集積化システムセンター長を併任。内閣府最先端研究開発支援プログラム「省エネルギー・スピントロニクス論理集積回路の研究開発」中心研究者。
- 2012年 - 東北大学電気通信研究所附属ナノ・スピン実験施設長を併任。
- 2013年 - 東北大学電気通信研究所長を併任。
- 2016年 - 東北大学スピントロニクス学術連携研究教育センター長を併任。
- 2018年 - 東北大学総長に就任（任期は6年）[2]。
- 2024年 - 東北大学総長特別顧問就任。

## 受賞歴
- 1998年 - 日本IBM科学賞『強磁性半導体とそのヘテロ接合に関する研究』
- 2003年 - 国際純粋・応用物理学連合より磁気学賞ネール・メダル(de)
- 2005年 - アジレント欧州物理学賞『磁気と電気の性質をあわせもつ磁性半導体材料の開発と理論研究』
- 2005年 - 日本学士院賞『半導体ナノ構造による電子の量子制御と強磁性の研究』、東北大学総長特別賞（日本学士院賞と同じ）
- 2007年 - 応用物理学会フェロー表彰『半導体を中心としたスピントロニクスに関する研究』
- 2012年 - IEEEデイヴィッド・サーノフ賞
- 2014年 - トムソン・ロイター引用栄誉賞『希薄磁性半導体における強磁性の特性と制御に関する研究』[5]
- 2016年 - 江崎玲於奈賞
- 2016年 - C&C賞
- 2019年 - ISCSヴェルカー賞

## 逸話
医学者で北海道大学学長の寳金清博とは北海道札幌南高等学校での同級生であった。二人は高校二年のときに同じ学級になり、席が隣だった。このとき寳金に夏目漱石の本を読んだかと尋ね、これに寳金は大野を生意気な男だと感じたという。
大野が工学の道に進んだ動機は、幼い頃から工作が好きで生活に役立つものを作りたかったことと、得意科目である数学を活用できると考えたことである。両親が理論物理学を専門とするためそちらに進むことも考えたが、両親に「物理ができない人は理論物理には進まない方がいい」と助言を受けたため、それに納得して工学を専門とするようになったという。